# Ptecticus petiolatus
Ptecticus petiolatus är en tvåvingeart som först beskrevs av Macquart 1838.  Ptecticus petiolatus ingår i släktet Ptecticus och familjen vapenflugor. Inga underarter finns listade i Catalogue of Life.